# 中津市立豊田小学校
中津市立豊田小学校（なかつしりつとよだしょうがっこう）は、大分県中津市島田にある小学校。

## 概要
中津市の中心部に位置しており、校区内には中津市役所や中津文化会館がある。当校の通学区域は全域が中津市立豊陽中学校の通学区域となっており、当校卒業後はほとんどの生徒が豊陽中学校へ進学する。
1872年（明治5年）4月1日に開校した、中津市内最初の小学校である。ただし、学校としては、1871年（明治4年）に開校した中津市学校がより古い。

## 沿革
- 1872年（明治5年）4月1日 - 島田小学校開校[3]。
- 1874年（明治7年）3月 - 島田、宮永の下等小学校に分立。
- 1882年（明治15年）9月 - 島田宮永の初等小学校と改称。
- 1887年（明治20年）4月 - 島田尋常小学校と改称。
- 1896年（明治29年）4月1日 - 豊田尋常小学校と改称。
- 1910年（明治43年） - 高等科を併置。
- 1922年（大正11年） - 運動場新設。
- 1925年（大正14年） - 豊田村が中津町に合併。
- 1929年（昭和4年） - 中津町が市制施行して中津市となり、中津市豊田尋常高等小学校と改称。
- 1933年（昭和8年） - 本館新築。
- 1934年（昭和9年） - 高等科分離。
- 1941年（昭和16年） - 中津市豊田国民学校と改称。
- 1947年（昭和22年） - 中津市立豊田小学校と改称。
- 1953年（昭和28年）5月 - 2階建校舎1棟4教室増築。
- 1954年（昭和29年）9月 - 2階建校舎1棟4教室及び平屋建音楽室増築。
- 1956年（昭和31年）6月 - 2階建2教室増築及び理科室・2階建4教室・給食室・水飲み場移転。便所12坪非常階段新築。
- 1957年（昭和32年）2月 - 鉄筋3階建校舎1棟6教室新設。
- 1958年（昭和33年）8月 - 旧校舎6教室取り壊し。
- 1957年（昭和39年）8月 - 25mプール新設。
- 1971年（昭和46年） - 開校100周年。
- 1973年（昭和48年） - 体育館新築・本館管理棟完成。
- 1977年（昭和52年） - 校門完成。
- 1982年（昭和57年） - 中津市立沖代小学校分離。
- 1986年（昭和61年） - 中校舎附設旧トイレ撤去・運動場東旧便所撤去。
- 1990年（平成2年） - 運動場全面改修。
- 1991年（平成3年）6月23日 -  開校120周年記念式典・祝賀会挙行。
- 1994年（平成6年） - 東校舎撤去、給食調理場廃止（給食センター化）。
- 1995年（平成7年）5月 - 「豊田ふれあいの森」完成。
- 1996年（平成8年） - 中校舎取り壊し。中校舎新築。
- 2012年（平成24年）1月 - 北校舎建替え。
- 2022年（令和4年）5月 - 開校150周年記念式典

## 歴代校長
- 初代[要出典]
- 第2代 - 藍原有忠[要出典]
- 第3代 - 高田亀市[要出典]
- 第4代 - 藍原有忠[要出典]
- 第5代 - 中島佐太郎[要出典]
- 第6代 - 渡辺藤一[要出典]
- 第7代 - 下原彦十郎[要出典]
- 第8代 - 賀部本造[要出典]
- 第9代 - 島田策郎[要出典]
- 第10代 - 窪田官一[要出典]
- 第11代 - 秋吉淳[要出典]
- 第12代 - 中尾吾三郎[要出典]
- 第13代 - 田中秀雄[要出典]
- 第14代 - 角巌[要出典]
- 第15代 - 佐藤慎司[要出典]
- 第16代 - 浪岡栄次郎[要出典]
- 第17代 - 嶋通夫[要出典]
- 第18代 - 屋形諸文[要出典]
- 第19代 - 中野義夫[要出典]
- 第20代 - 黒川秋義[要出典]
- 第21代 - 寺岡貞雄[要出典]
- 第22代 - 久保力十郎[要出典]
- 第23代 - 黒川進[要出典]
- 第24代 - 江藤覚[要出典]
- 第25代 - 奈良正臣[要出典]
- 第26代 - 黒永三郎[要出典]
- 第27代 - 加来定雄[要出典]
- 第28代 - 宇都宮靖[要出典]
- 第29代 - 広池進[要出典]
- 第30代 - 竜子六朗[要出典]
- 第31代 - 中島正孝[要出典]
- 第32代 - 湯屋肇[要出典]
- 第33代 - 黒川香苗[要出典]
- 第34代 - 加藤勇夫[要出典]
- 第35代 - 前田佳毅[要出典]
- 第36代 - 後田富平[要出典]
- 第37代 - 永松洋征[要出典]
- 第38代 - 松本幸高[要出典]
- 第39代 - 中島和貴[要出典]
- 第40代 - 岡本公子[要出典]
- 第41代 - 松本百合子[要出典]
- 第42代 - 宝珠山照人[要出典]
- 第43代 - 林史郎（2016年.3月10日現在）
- 第44代 - 中島弘和[4]

## 学校の特徴
- 校舎のすぐ隣に中央公園があるため、持久走大会が公園のグラウンドやランニングコースを使用している。[要出典]
- 市内中心部に立地するため、交通量の多い道路に囲まれている。そのため隣接する道路には2カ所歩道橋（校区内には3カ所）がある。[要出典]

## 通学区域
- 中津市
  - 上宮永・下宮永・豊田町・栄町・東本町・中殿町・島田本町・島田仲町・日の出町・宮島町・蛭子町（蛭子町三丁目を除く。）・天神町・新天神町・丸山町・蛎瀬の一部・古金谷の一部・高瀬の一部[1]

## 進学先中学校
- 中津市立豊陽中学校[1]

## 学校周辺
- 中津市役所
- 中津文化会館
- 国道212号
- 国道213号
- 豊田公民館

## 著名な出身者
- 小野剛 (野球) - 元プロ野球選手、実業家[要出典]
- 山口俊 - プロ野球選手[要出典]
- 恩塚亨 - バスケットボール指導者